# Čarobni kvark
Čarobni kvark ili šarmantni kvark (engl. charm quark), ili c kvark (od njegovog simbola, c) treći je najmasovniji od svih kvarkova, tipa elementarnih čestica. C kvarkovi se nalaze u hadronima, koji su subatomske čestice načinjene od kvarkova. Primeri hadrona koji sadrže c kvarkove uključuju J/ψ mezon (J/ψ), D mezone (D), c sigma barione (Σ) i druge c čestice.
On je zajedno sa stranim kvarkom deo druge generacije materije, i ima električni naboj od +2/3 e i golu masu od 1,275+0,025
−0,035 GeV/c2. Kao i svi kvarkovi, c kvark je elementarni fermion sa spinom 1/2, i doživljava sve četiri fundamentalne interakcije: gravitaciju, elektromagnetizam, slabe interakcije i jake interakcije. Antičestica c kvarka je čarobni antikvark (koji se ponekad naziva i antičarobni kvark ili jednostavno anticharm), koji se od njega razlikuje samo po tome što neka od njegovih svojstava imaju jednaku magnitudu ali suprotan znak.
O postojanju četvrtog kvarka spekulisali su brojni autori oko 1964. godine (na primer, Džejms Bjorken i Šeldon Glašou), mada se njegovo predviđanje obično pripisuje Šeldonu Glašou, Džonu Iliopulosu i Lučijanu Majanu u 1970. godini (pogledajte GIM mehanizam). Prva c čestica (čestica koja sadrži c kvark) koja je otkrivena je bio J/ψ meson. Njega su otkrili tim pri Stanfordskom linearno akceleratorskom centru (SLAC), koji je predvodio Barton Rihter, i tim pri Nacionalnoj laboratoriji u Brokhejvenu (BNL), koji je predvodio Samjuel Ting.
Otkriće J/ψ iz 1974. godine (i time c kvarka) pokrenulo je niz naučnih prodora koji su u kolektivno poznati kao Novembarska revolucija.

## Hadroni koji sadrže čarobne kvarkove
Neki od hadrona koji sadrže čarobne kvarkove su:
- D mezoni sadrže čarobni kvark (ili njegovu antičesticu) i gornji ili donji kvark.[10]
- D mezoni sadrže čarobni kvark i strani kvark.
- Postoji mnoštvo čarmonijumskih (engl. charmonium) stanja, na primer J/ψ čestice. One se sastoje od čarobnog kvarka i njegove antičestice.
- Čarobni barioni su uočeni, i oni su imenovani po analogiji sa stranim barionima (e.g. Λ+c).

## Literatura
- L. Lederman (1978). „The Upsilon Particle”. Scientific American. 239 (4): 72—81. Bibcode:1978SciAm.239d..72L. doi:10.1038/scientificamerican1078-72.
- R. Nave. „Quarks”. HyperPhysics. Georgia State University, Department of Physics and Astronomy. Приступљено 29. 6. 2008.
- A. Pickering (1984). Constructing Quarks. University of Chicago Press. стр. 114—125. ISBN 978-0-226-66799-7.
- J. Yoh (1997). „The Discovery of the b Quark at Fermilab in 1977: The Experiment Coordinator's Story” (PDF). Proceedings of Twenty Beautiful Years of Bottom Physics. AIP Conference Proceedings. 424: 29—42. Bibcode:1998AIPC..424...29Y. doi:10.1063/1.55114. Приступљено 24. 7. 2009.
- M.S. Sozzi (2008a). „Parity”. Discrete Symmetries and CP Violation: From Experiment to Theory. Oxford University Press. стр. 15–87. ISBN 978-0-19-929666-8.
- M.S. Sozzi (2008b). „Charge Conjugation”. Discrete Symmetries and CP Violation: From Experiment to Theory. Oxford University Press. стр. 88–120. ISBN 978-0-19-929666-8.
- M.S. Sozzi (2008c). „CP-Symmetry”. Discrete Symmetries and CP Violation: From Experiment to Theory. Oxford University Press. стр. 231–275. ISBN 978-0-19-929666-8.
- C. Amsler;  . (2008). Particle Data Group. „Review of Particle Physics”. Physics Letters B. 667 (1): 1—1340. Bibcode:2008PhLB..667....1P. doi:10.1016/j.physletb.2008.07.018.
- S.S.M. Wong (1998). „Nucleon Structure”. Introductory Nuclear Physics (2nd изд.). New York (NY): John Wiley & Sons. стр. 21–56. ISBN 978-0-471-23973-4.
- W.E. Burcham, M. Jobes (1995). Nuclear and Particle Physics (2nd изд.). Longman Publishing. ISBN 978-0-582-45088-2.
- R. Shankar (1994). Principles of Quantum Mechanics (2nd изд.). New York (NY): Plenum Press. ISBN 978-0-306-44790-7.
- J. Steinberger (1989). „Experiments with high-energy neutrino beams”. Reviews of Modern Physics. 61 (3): 533—545. Bibcode:1989RvMP...61..533S. doi:10.1103/RevModPhys.61.533.
- K. Gottfried, V.F. Weisskopf (1986). „Hadronic Spectroscopy: G-parity”. Concepts of Particle Physics. 2. Oxford University Press. стр. 303—311. ISBN 978-0-19-503393-9.
- J.W. Cronin (1980). „CP Symmetry Violation—The Search for its origin” (PDF). The Nobel Foundation.
- V.L. Fitch (1980). „The Discovery of Charge—Conjugation Parity Asymmetry” (PDF). The Nobel Foundation.
- S.W. Herb; Hom, D.; Lederman, L.; Sens, J.; Snyder, H.; Yoh, J.; Appel, J.; Brown, B.; Brown, C.; Innes, W.; Ueno, K.; Yamanouchi, T.; Ito, A.; Jöstlein, H.; Kaplan, D.; Kephart, R.;  . (1977). „Observation of a Dimuon Resonance at 9.5 Gev in 400-GeV Proton-Nucleus Collisions”. Physical Review Letters. 39 (5): 252—255. Bibcode:1977PhRvL..39..252H. doi:10.1103/PhysRevLett.39.252.
- J.J. Aubert; Becker, U.; Biggs, P.; Burger, J.; Chen, M.; Everhart, G.; Goldhagen, P.; Leong, J.; McCorriston, T.; Rhoades, T.; Rohde, M.; Ting, Samuel; Wu, Sau; Lee, Y.;  . (1974). „Experimental Observation of a Heavy Particle J”. Physical Review Letters. 33 (23): 1404—1406. Bibcode:1974PhRvL..33.1404A. doi:10.1103/PhysRevLett.33.1404.
- J.E. Augustin; Boyarski, A.; Breidenbach, M.; Bulos, F.; Dakin, J.; Feldman, G.; Fischer, G.; Fryberger, D.;  . (1974). „Discovery of a Narrow Resonance in e+e− Annihilation”. Physical Review Letters. 33 (23): 1406—1408. Bibcode:1974PhRvL..33.1406A. doi:10.1103/PhysRevLett.33.1406.
- M. Gell-Mann (1964). „A Schematic of Baryons and Mesons”. Physics Letters. 8 (3): 214—215. Bibcode:1964PhL.....8..214G. doi:10.1016/S0031-9163(64)92001-3.
- Ahmad, Ishfaq (1965). „the Interactions of 200 MeV π± -Mesons with Complex Nuclei Proposal to Study the Interactions of 200 MeV π± -Mesons with Complex Nuclei” (PDF). CERN documents. 3 (5).
- G. Gamow (1988) [1961]. The Great Physicists from Galileo to Einstein (Reprint изд.). Dover Publications. стр. 315. ISBN 978-0-486-25767-9.
- E. Wigner (1937). „On the Consequences of the Symmetry of the Nuclear Hamiltonian on the Spectroscopy of Nuclei”. Physical Review. 51 (2): 106—119. Bibcode:1937PhRv...51..106W. doi:10.1103/PhysRev.51.106.
- H. Yukawa (1935). „On the Interaction of Elementary Particles” (PDF). Proc. Phys. Math. Soc. Jap. 17 (48).
- W. Heisenberg (1932). „Über den Bau der Atomkerne I”. Zeitschrift für Physik (на језику: немачком). 77: 1—11. Bibcode:1932ZPhy...77....1H. doi:10.1007/BF01342433.
- W. Heisenberg (1932). „Über den Bau der Atomkerne II”. Zeitschrift für Physik (на језику: немачком). 78 (3–4): 156—164. Bibcode:1932ZPhy...78..156H. doi:10.1007/BF01337585.
- W. Heisenberg (1932). „Über den Bau der Atomkerne III”. Zeitschrift für Physik (на језику: немачком). 80 (9–10): 587—596. Bibcode:1933ZPhy...80..587H. doi:10.1007/BF01335696.
- Glashow, S. L.; Iliopoulos, J.; Maiani, L. (1970). „Weak Interactions with Lepton-Hadron Symmetry”. Physical Review D. 2 (7): 1285—1292. Bibcode:1970PhRvD...2.1285G. doi:10.1103/PhysRevD.2.1285.
- Bobra, M. (2005). „Logbook: J/ψ particle”. Symmetry Magazine. 2 (7): 34.
- Yao, W.-M. (Particle Data Group);  . (2006). „Review of Particle Physics: Naming Scheme for Hadrons” (PDF). Journal of Physics G. 33: 108. Bibcode:2006JPhG...33....1Y. arXiv:astro-ph/0601168 . doi:10.1088/0954-3899/33/1/001.